# Duanre
| D21 · D36 | D46 · N14 | V4 · N35 |

| D21 · D36 | D46 · N14 | V4 · N35 |

Duanre fue un príncipe de la cuarta dinastía del Antiguo Egipto, que fue chaty con el faraón Menkaura, su hermanastro. Era hijo del faraón Jafra y de Meresanj III, y llevaba, entre otros, el título de Hijo mayor de Jafra. Estaba casado con Nubhetep, y un hijo suyo, Babaef, fue chaty con Shepseskaf, sucesor de Menkaura.

## Tumba

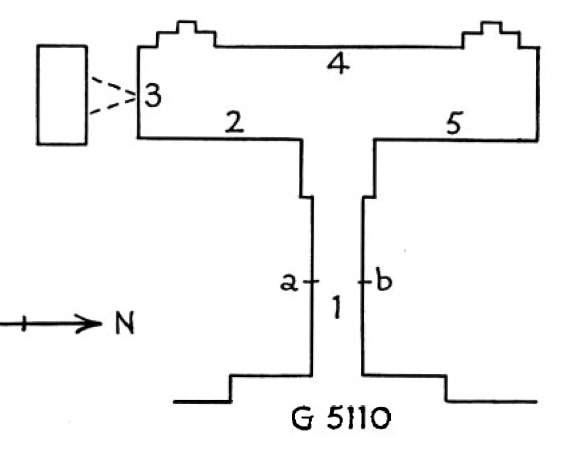
Planta de la mastaba G5110 en Guiza.

Duanre fue enterrado en la mastaba G5110, situada en la necrópolis occidental de la Pirámide de Keops, que ha sido restaurada y abierta al público. Fue investigada por Schiaparelli en torno a 1838, y encontró un pozo de enterramiento que contenía un sarcófago de granito rosa sin ninguna inscripción, que se conserva en el Museo Egipcio de Turín.

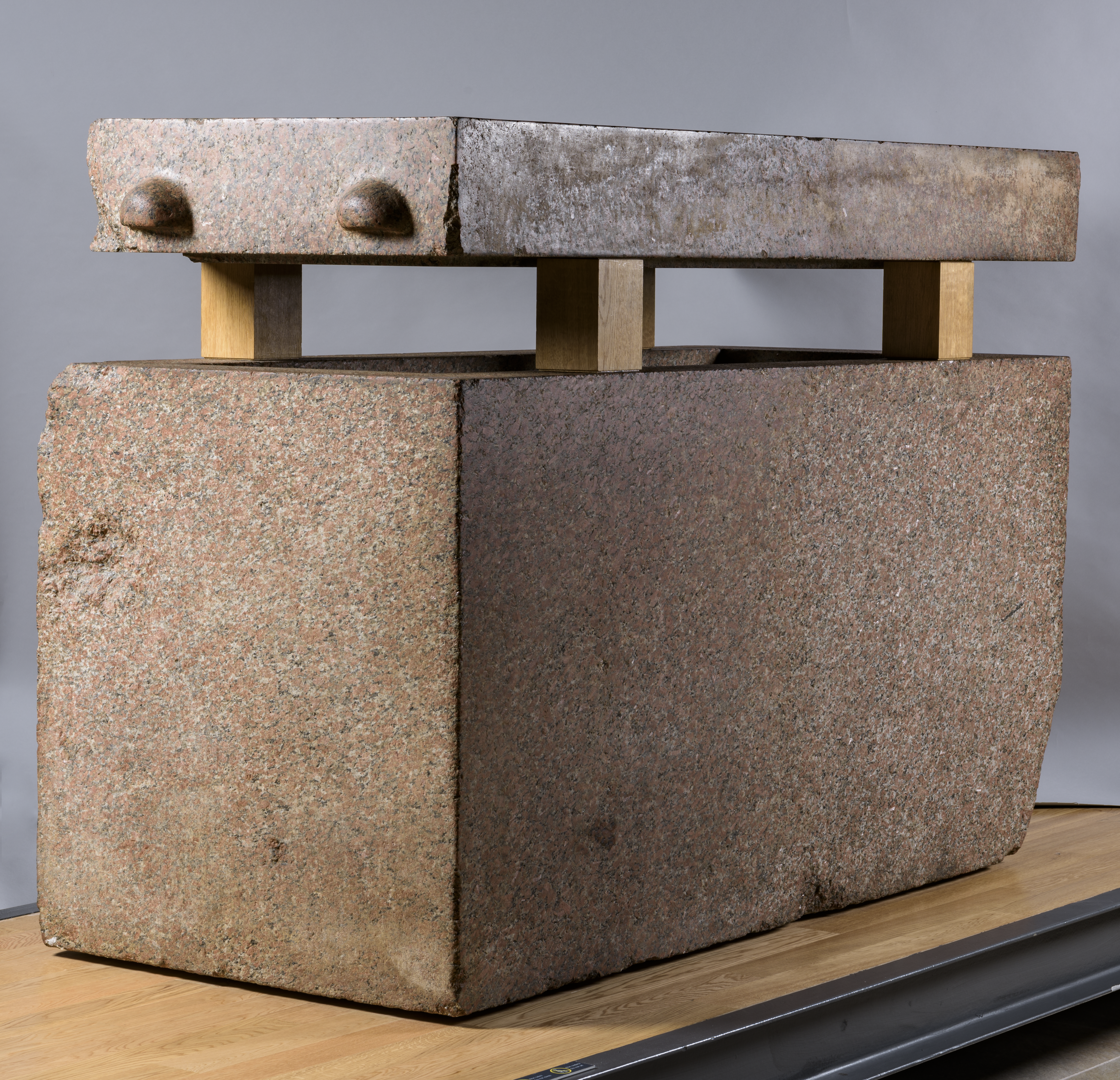
El sarcófago de granito rojo de Duaenre, Museo Egipcio, Turín
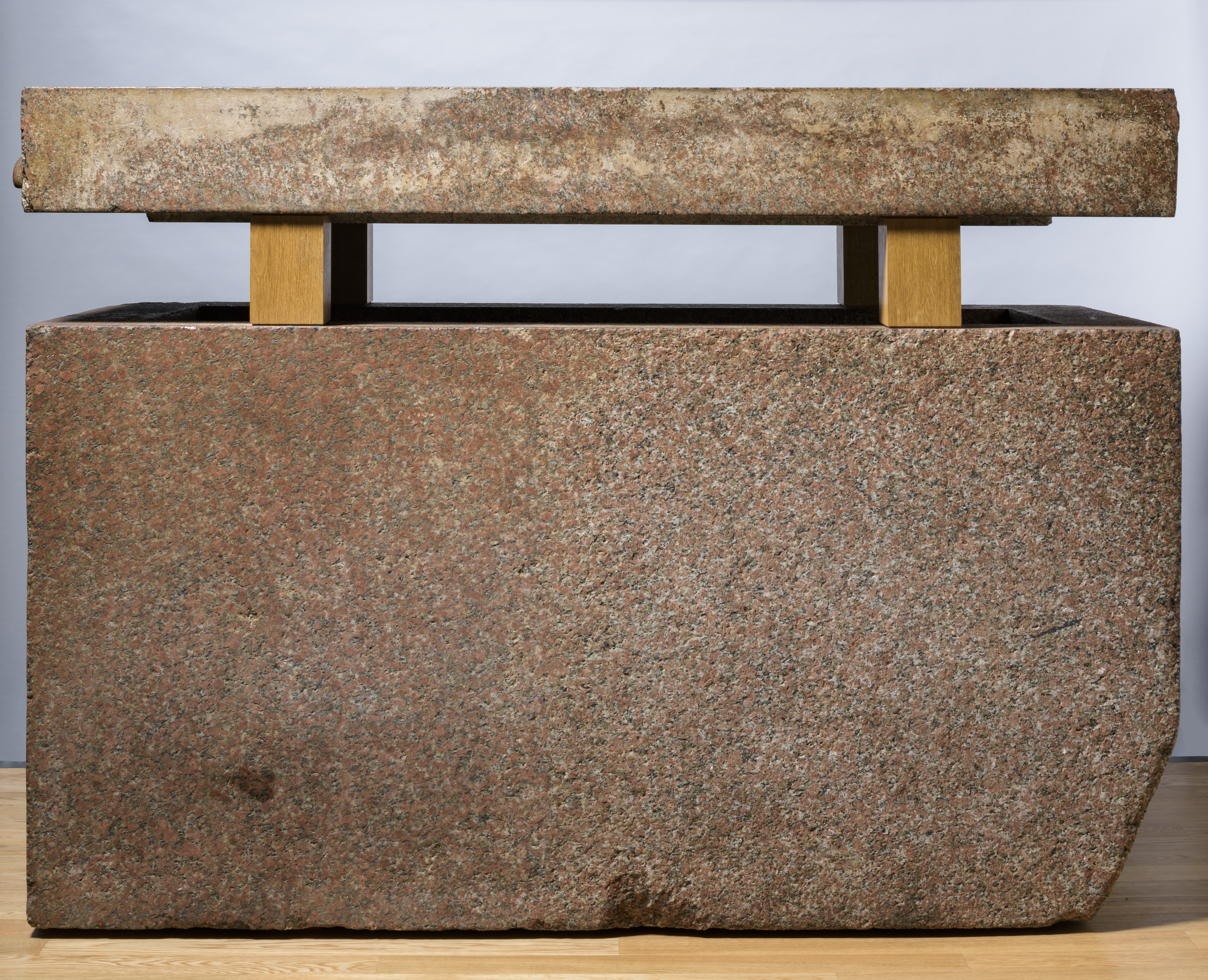
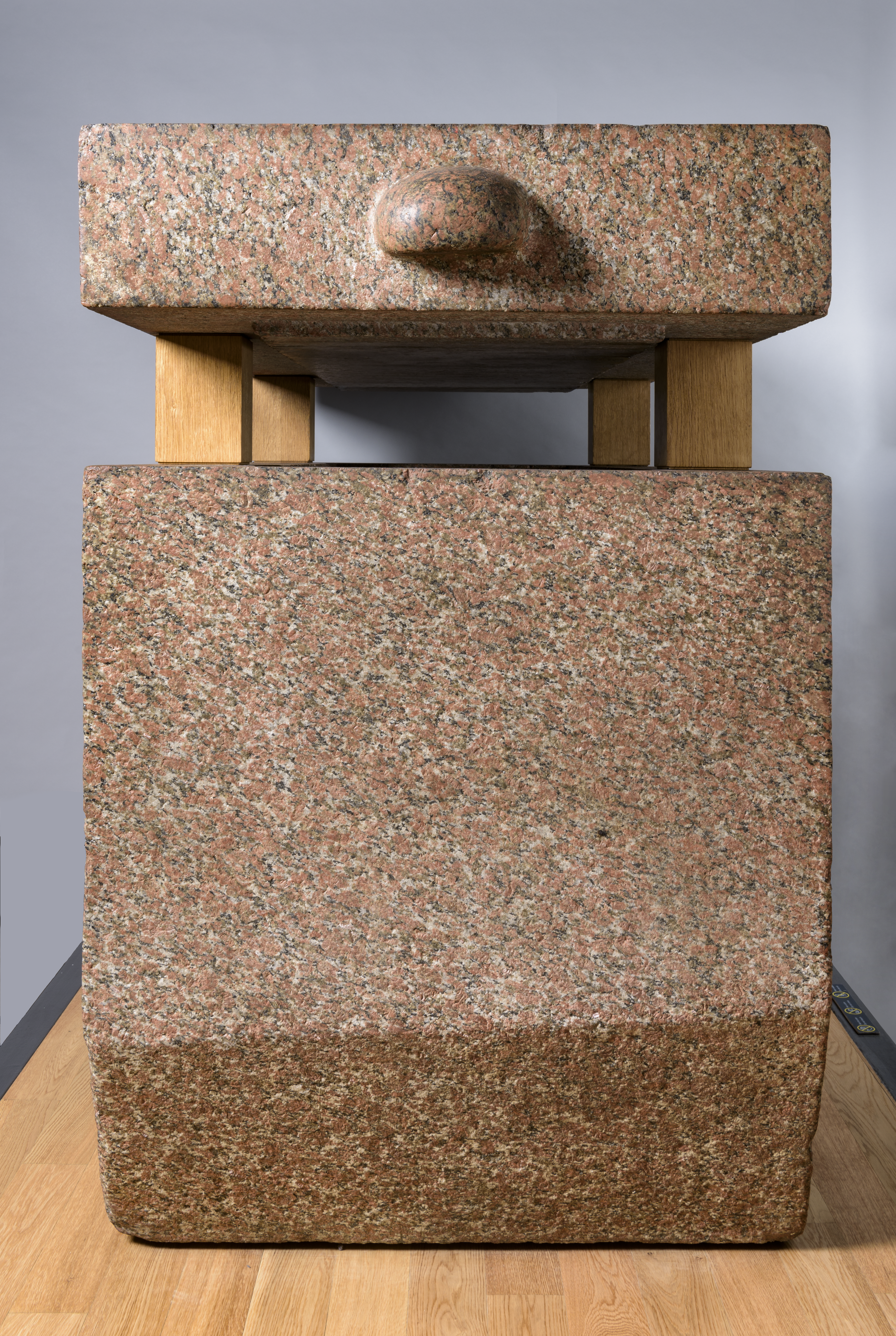

### Descripción
En contraste con la típica forma en "L" de las capillas funerarias de las mastabas, la de Duanre tiene un diseño cruciforme con una entrada central en la pared oriental. En la capilla, a la que se accede tras un pequeño corredor (1), las paredes están decoradas con relieves de la familia de Duanre, con las ofrendas al Ka del fallecido y con escenas de la vida cotidiana: campesinos cuidando animales (gacelas, cabras montesas y un ganso), artesanos, e incluso la construcción de un barco. En la pared occidental (4) hay dos puertas falsas, y en la pared sur una abertura muestra el serdab (3).

### Citas
1. ↑   Hawass: op. cit., pág. 135.
2. ↑   Bulletin, pág. 67.
3. ↑  Supreme Council of Antiquities, op. cit., pág. 72
4. ↑  Veloso: op. cit.